# Les Seigneurs de Dogtown
Pour plus de détails, voir Fiche technique et Distribution.
Les Seigneurs de Dogtown (titre original : Lords of Dogtown) est un film américain et allemand sorti le 20 juillet 2005 en France, réalisé par Catherine Hardwicke, et écrit par Stacy Peralta. Mitch Hedberg, un des acteurs qui apparaît dans le film, est mort peu avant sa sortie, le film est dédié à sa mémoire.

## Synopsis
Le film est basé sur l'histoire des Z-Boys un groupe de skaters qui ont eu une influence considérable sur le mouvement et ont révolutionné le sport.
L'été de l'année 1975, la Californie connait une canicule qui force les autorités à imposer aux propriétaires de piscines de les vider. À ce même moment, dans le quartier de Venice Beach à Los Angeles, un groupe de jeunes skaters cherchent des terrains pour tester leurs nouvelles planches de skate. Ils investissent les piscines vides et développent dans ces "bowl" de nouvelles figures acrobatiques.

## Personnages
- Stacy Peralta, joué par John Robinson, est aujourd'hui un skater mondialement connu, qui est maintenant producteur de cinéma et créateur du documentaire  Dogtown and Z-Boys sur lequel Les Seigneurs de Dogtown est basé. Dans le film, Peralta est un peu le « gentil garçon » de l'histoire, qui ne s'attire pas autant de problèmes que les autres, et qui montre plus de responsabilités : il travaille, il a une voiture, etc.

- Tony Alva, joué par Victor Rasuk, vient d'une famille d'immigrés mexicains. Il a grandi dans un foyer dominé par un père assez fort de caractère et dominant. Dans le film, Tony est montré comme un jeune homme avide d'attention, qui aime qu'on le regarde et devient vite jaloux. Avec la montée des Z-boys, Alva développe un égo qui fait fuir sa famille et ses amis, qu'il abandonne pour devenir une star.

- Jay Adams, joué par Emile Hirsch, est celui qui montre un talent « inné » pour le skate. C'est le plus aventureux des trois, et le plus loyal aussi. Il vient d'un foyer brisé, sa mère travaillant de nuit dans une usine pour subvenir à leurs besoins. Il utilise le skate pour décharger sa frustration et sa colère. Le style de vie extrême qu'il vit, ainsi que son refus de trahir sa team va l'éloigner de Stacy et de Tony, et vers la fin du film il sombre dans la délinquance, en faisant partie d'un gang.

- Sid, un personnage moins important joué par Michael Angarano, aime skater avec les autres Z-boys mais n'est pas aussi doué. Il passe un temps considérable à travailler et nettoyer le Zephyr Shop (magasin de surf qui fabrique plus tard des skateboards). On se moque souvent de lui à cause de son problème d'oreille interne, qui lui cause des problèmes d'équilibre.

- Skip Engblom, joué par Heath Ledger. C'est grâce à lui que la team Zephir se forme. À cause d'une soirée trop arrosée et voyant tous ses skaters partir avec d'autres sponsors, il pète les plombs et détruit plusieurs de ses planches de surf. Après cet événement, Skip se reprend en main et revend son magasin dont il devient un simple employé.

## Fiche technique
- Titre : Les Seigneurs de Dogtown
- Titre original : Lords of Dogtown
- Réalisation : Catherine Hardwicke
- Scénario : Stacy Peralta
- Pays d'origine :  États-Unis et  Allemagne
- Budget: 25 000 000 $
- Langue: anglais
- Genre : Film d'action, biopic, drame, sport
- Durée : 107 minutes

## Distribution
- Emile Hirsch (VF : Julien Bouanich ; VQ : Philippe Martin) : Jay Adams
- John Robinson (VF : Hervé Grull ; VQ : Nicolas Charbonneaux-Collombet) : Stacy Peralta
- Victor Rasuk (VF : Paolo Domingo ; VQ : Hugolin Chevrette) : Tony Alva (Mad Dog)
- Heath Ledger (VF : Arnaud Arbessier ; VQ : Gilbert Lachance) : Skip
- Michael Angarano (VF : Pascal Grull ; VQ : Xavier Morin-Lefort) : Sid
- Nikki Reed (VF : Caroline Anglade ; VQ : Kim Jalabert) : Kathy Alva
- Rebecca De Mornay (VF : Rafaèle Moutier ; VQ : Isabelle Miquelon) : Philaine
- William Mapother (VF : Vincent Ropion ; VQ : François Trudel) : Donnie
- Vincent Laresca (VF : Pierre-François Pistorio ; VQ : Stéphane Rivard) : Chino
- Elden Henson (VF : Patrick Mancini ; VQ : Louis-Philippe Dandenault) : Billy Z
- Mitch Hedberg : Frank Nasworthy (crédité Urethane Wheels Guy)
- Stephanie Limb : Peggy Oki
- Mike Ogas : Bob Biniak
- Don Nguyen (en) : Shogo Kubo
- Rene Rivera (VF : Pascal Casanova) : M. Peralta
- Melonie Diaz : Blanca
- Eddie Cahill (VF : Patrick Mancini) : Larry Gordon
- Laura Ramsey : Gabrielle
- Steve Badillo : Ty Page
- Pablo Schreiber (VQ : Jean-François Beaupré) : Stecyk
- America Ferrera : Thunder Monkey
- Sofia Vergara : Amelia
- Chelsea Hobbs : Caroline
- Ned Bellamy (VQ : Hubert Gagnon) : Peter Darling
- Shea Whigham (VF : Patrice Baudrier) : Drake Landon
- Julio Oscar Mechoso (VF : Enrique Fiestas ; VQ : Sébastien Dhavernas) : M. Alva
- Brian Zarate : Montoya
- Benjamin Nurick : Browser
- Jim Muir (VF : Pascal Casanova) : le garde de sécurité
- Matt Malloy (VF : Pascal Casanova) : l'arbitre officiel
- Paulette Ivory (VF : Maïk Darah) : la journaliste du magazine

caméos
- Johnny Knoxville (VF : Patrice Baudrier ; VQ : Martin Watier) : Topper Burks
- Charles Napier : Nudie
- Jay Adams : l'homme à qui Jay Adams (Emile Hirsch) donne une bière lors d'une fête de sa mère
- Tony Alva : l'homme de l'Oregon à la fête
- Stacy Peralta : le réalisateur conseillant à Stacy Peralta (John Robinson) de mettre un bandeau
- Skip Engblom (en) : Starter de la course entre Peralta et Alva à Seattle
- Tony Hawk : l'Astronaute
- Joel McHale : le journaliste TV
- Alexis Arquette : Tranny
- Bai Ling : la photographe Punky
- Craig Stecyk (en) : le photographe de la course de Seattle
- Jeremy Renner : le manager de Jay Adams (non crédité)

## Bande Son
1. Half Breed de Cher
2. Cat Scratch Fever de Ted Nugent
3. Old Man de Neil Young
4. Death or Glory de Social Distortion
5. Hair of the Dog de Nazareth
6. I Just Wanna Make Love to You de Foghat
7. Fox on the Run de Sweet
8. Motor City Madhouse de Ted Nugent
9. Turn to Stone de Joe Walsh
10. One Way Out de The Allman Brothers Band
11. Fire de Jimi Hendrix
12. Space Truckin' de Deep Purple
13. Success de Iggy Pop
14. Suffragette City de David Bowie
15. Iron Man de Black Sabbath
16. Nervous Breakdown de Rise Against
17. 20th Century Boy de T. Rex
18. Maggie May de Rod Stewart
19. Voodoo Child de Jimi Hendrix
20. Steppin' Razor de Peter Tosh
21. Wish You Were Here de Sparklehorse
22. Daydream de Robin Trower
23. Loose de The Stooges
24. Jackie Blue de The Ozark Mountain Daredevils (as Ozark Mountain Daredevils)
25. Long Way to Go d'Alice Cooper
26. Shambala de Three Dog Night
27. Sidewalk Surfin de Jan and Dean (as Jan and Dean)
28. Walking in Rhythm de The Blackbyrds
29. The Red & The Black de Blue Öyster Cult
30. Mongoloid de Devo
31. Too High de Stevie Wonder
32. Brandy (You're a Fine Girl) de Looking Glass
33. Super Stupid de Funkadelic
34. Crash Course in Brain Surgery de Metallica
35. Fire d'Ohio Players
36. Stay with Me de Faces
37. T.V. Eye de The Stooges
38. Strange Brew de Cream
39. It's Slinky
40. Also Sprach Zarathustra d'Eumir Deodato
41. Solitary Confinement de The Weirdos

## Nominations
- En 2005 : Teen Choice Awards dans les catégories :

1. Meilleur révélation pour les acteurs Emile Hirsch et Victor Rasuk
2. Meilleur acteur de film d'action pour Heath Ledger
3. Meilleur film d'action et d'aventure

- En 2005 : Golden Trailer Award dans la catégorie Meilleur drame